# Системна екологія
Систе́мна еколо́гія — сукупність принципів і  концепцій  системного аналізу стосовно до  екології. Системна екологія як формалізований цілісний підхід стала самостійним розділом  загальної екології в результаті розвитку сучасних формальних  математичних методів,  кібернетики, обробки даних на ЕОМ,  інформатики тощо, а також формального спрощення складних  екосистем. Системна екологія відкриває реальний шлях до вирішення проблем, пов'язаних із середовищем проживання людини.
Завдання «системної екології» — це проводити дослідження структури і функціонування екологічної системи та ролі в ній різних популяцій (видів) з метою оцінки можливості прогнозування розвитку екосистеми і динаміки складових її елементів, а також вирішувати завдання управління ними. Це досить складні завдання і для їх рішення повинні залучатися математичні методи, методи моделювання та комп'ютерні технології.
Основним методом досліджень у «системній екології» є системний аналіз, який являє собою синтетичну дисципліну, що розробляє способи дослідження різноманітних складних систем або ситуацій при нечітко поставлених цілях (критеріях). Такі дослідження необхідні для визначення науково обґрунтованої програми дій з урахуванням не тільки об'єктивної, але і суб'єктивної інформації. При системному підході використовуються математичний апарат теорії дослідження операцій, методи багатовимірної статистики і методи неформального аналізу, такі як метод експертиз, метод опитування, евристичні методи та комп'ютерне моделювання. Істотною частиною дослідження систем є вибір способу опису змін, що відбуваються в них, і формалізація такого опису. Складність формалізації визначається поєднанням різнотипних факторів, що характеризують систему, наприклад поєднання екологічних, економічних та інших факторів. По суті, нині ми як мінімум повинні розглядати «еколого-економічні» системи у зв'язку з антропогенним впливом людини.
Розробка методів системного аналізу як наукової дисципліни ведеться за кількома напрямками. Одним із найважливіших з них є створення принципів побудови та використання моделей, що імітують протікання реальних процесів, способів їх об'єднання в системи і такого подання в ЕОМ, яке забезпечувало б простоту їх використання без втрати адекватності. Інший напрямок пов'язаний з вивченням організаційних структур і насамперед систем, яким притаманна ієрархічна організація. Незважаючи на значну кількість опублікованих робіт з системного аналізу, досі відсутні практичні керівництва з цієї дисципліни, в тому числі стосовно екології.